# Вулф, Фредерик Адольф
Фре́дерик А́дольф Вулф (англ. Frederick Adolph Wolf; 1885—1975) — американский миколог и фитопатолог.

## Биография
Фредерик Адольф Вулф родился 25 июня 1885 года на ферме в районе деревни Оделл в штате Небраска в семье Августа Вольфа и Вильгельмины Крахт. После окончания местной школы он несколько лет преподавал в ней, затем, в 1903 году, поступил в Университет Небраски. В 1907 году Вулф окончил университет. После получения степени магистра в 1908 году Фредерик Адольф готовил докторскую диссертацию в Техасском университете под руководством профессора Ф. Ф. Хилда. В 1911 году он получил степень доктора философии у Дж. Ф. Аткинсона в Корнеллском университете. В диссертации Вулф описывал грибки Diplocarpon rosae, вызывающие пятнистость шиповника. После этого он работал на Алабамской сельскохозяйственной экспериментальной станции в Оберне. В 1914 году Вулф женился на Уинит Тэйлор из Алабамы. Через год они переехали в Северную Каролину, где Фредерик работал в Колледже штата. Во время Первой мировой войны он пребывал в военном госпитале под Шарлоттом в Северной Каролине. С 1925 года Фредерик работал в Орландо, через два года он был назначен профессором ботаники в Университете Дьюка, где работал на протяжении 27 лет. В это время он изучал различные болезни табака, вызываемые грибами и бактериями. В 1954 году Фредерик Адольф Вулф ушёл на пенсию. 7 ноября 1975 года Вулф скончался в своём доме в Дареме.
Вулф был членом нескольких научных обществ, в том числе Ботанического общества Америки, Микологического общества Америки, Американского фитопатологического общества, Британского микологического общества и Ботанического клуба Торри. В 1934—1935 он был главным редактором журнала Mycologia.

## Виды грибов, названные в честь Ф. А. Вулфа
- Dothiora wolfii M.E.Barr, 1972
- Xenostigmina wolfii Crous & Corlett, 1999